# تشيستر ر. ألين
تشيستر ر. ألين (بالإنجليزية: Chester R. Allen)‏ هو ضابط أمريكي، ولد في 6 فبراير 1905 في سومرفيل في الولايات المتحدة، وتوفي في 10 أبريل 1972 في بيثيسدا في الولايات المتحدة.